# 甲斐バンド・ストーリー
『甲斐バンド・ストーリー』（かいバンド・ストーリー）は、1979年にリリースされた、甲斐バンド初のベスト・アルバム。オリコンチャート1位を獲得。

## 概要
前年12月に発売されたシングル「HERO（ヒーローになる時、それは今）」が大ヒットし、シングル・チャート1位を獲得した直後に発売されたベスト盤。甲斐バンド初のアルバム・チャート1位を獲得した。
なお、2007年に発表されたベスト盤『甲斐バンド・ストーリーII』は本作と同様のジャケットが使用されているが、収録曲に変更があり、またほとんどの曲にリミックスが施されている。

## 収録曲
- 全作詞・作曲：甲斐よしひろ（特記以外）

Side-A
1. HERO（ヒーローになる時、それは今）
編曲：甲斐よしひろ、弦管編曲：瀬尾一三
2. きんぽうげ
作詞：長岡和弘、作曲：松藤英男・甲斐よしひろ、編曲：甲斐よしひろ
3. ガラスの動物園のテーマ
作曲・編曲：甲斐よしひろ
4. らせん階段
編曲：甲斐よしひろ
5. ポップコーンをほおばって
編曲：甲斐よしひろ
6. ダニーボーイに耳をふさいで （別ミックス）
編曲：甲斐よしひろ、弦編曲：乾裕樹

Side-B
1. 裏切りの街角
編曲：今井裕・甲斐よしひろ
2. かりそめのスウィング
編曲：甲斐よしひろ
3. メモリー・グラス （別ミックス）
編曲：青木望
4. 氷のくちびる （別テイク）
編曲：青木望
5. テレフォン・ノイローゼ
編曲：甲斐よしひろ